# Partido Liberal (Panamá)
El Partido Liberal fue un partido político de Panamá. Este fue uno de los dos principales partidos que existían al momento de la separación de Panamá de Colombia en 1903, junto con el Partido Conservador. La herencia del Partido Liberal existe en la actualidad, representando el color rojo en la bandera de Panamá. A diferencia del Partido Conservador, cuyo poder político se invisibilizó en la década de 1920; el Partido Liberal mantuvo un peso importante en la política panameña durante el siglo XX, con diferentes denominaciones.

## Primeros años
Este partido se derivó del Partido Liberal colombiano al momento de la separación. El Partido Liberal tuvo su auge a partir de 1910, cuando Carlos A. Mendoza asumió el poder como tercer presidente de Panamá. También durante de la década de 1910 surgieron las figuras de Rodolfo Chiari, presidente del partido y Belisario Porras, antiguo líder liberal durante la Guerra de los Mil Días en el istmo. No obstante, la situación en el partido desembocó en el surgimiento de las facciones "chiarista" y "porrista" que se disputaron las elecciones de 1916, 1918, 1920 y 1924. En esas elecciones fueron elegidos como presidentes Ramón Maximiliano Valdés (1916) y el propio Porras (1918 y 1920) por parte del lado "porrista" y el propio Chiari en 1924, por parte del chiarismo. Estas facciones se volvieron finalmente como bloques gobiernistas y opositores dentro del Partido Liberal.
En 1928, las divisiones entre el porrismo y chiarismo se hicieron más evidentes con el surgimiento de la Unión Nacional Chiarista, que aglutinó además otros partidos como el Partido Conservador, el Partido Laborista, el Partido Agrario y el Partido Democrático (los últimos tres de recién creación); y la Coalición Nacional Porrista, que tenía como aliados a una facción disidente del Partido Conservador y el Partido Republicano Obrero. El chiarismo venció en esas elecciones con Florencio Harmodio Arosemena y el porrismo quedó extinto, permitiendo a los chiaristas establecerse firmemente en la estructura gubernamental, aunque esto se trastocó tras el golpe de Estado ocurrido en 1931, que sacó a Arosemena del poder. No obstante, el chiarismo estaba infiltrado en muchos órganos incluyendo la policía y el tribunal electoral.
Hacia las elecciones de 1932, el Partido Liberal se había dividido en tres facciones: los chiaristas, el Partido Liberal Doctrinario liderado por Harmodio Arias Madrid y el Partido Liberal Renovador liderado por Francisco Arias Paredes. El chiarismo había postulado a Augusto Samuel Boyd, pero antes de las elecciones los chiaristas se unen a la facción Renovador para apoyar a Arias Paredes. Arias Madrid ganó las elecciones y el PLD logró desplazar al chiarismo.

## Fragmentación del liberalismo
En las elecciones de 1936, el Partido Liberal como unidad había dejado de existir: el gobernante Partido Liberal Doctrinario, el Partido Liberal Renovador y el Partido Liberal Democrático habían formado una coalición con Domingo Díaz Arosemena como candidato, mientras que el chiarismo había quedado reducido como miembro secundario de la Coalición Nacional (liderados por el Partido Nacional Revolucionario de Juan Demóstenes Arosemena). Adicionalmente, Belisario Porras regresó a la palestra política como candidato propio del Partido Liberal Unido, quien no fue en alianza. En esas elecciones, Demóstenes Arosemena ganó las elecciones y los liberales en Panamá quedan desplazados del poder desde la década de 1910.
Hacia 1940, Arnulfo Arias llegó al poder de la mano del PNR, con el apoyo secundario del Partido Liberal Democrático, los chiaristas y el Partido Liberal Unido; mientras que los opositores Partido Liberal Doctrinario y Partido Liberal Renovador desaparecen del mapa político. Con el golpe de Estado de 1941 que sacó a Arias del poder, se reformó el proceso político en Panamá y permitió al Partido Liberal volver al poder en 1945, de la mano de Enrique A. Jiménez, del Partido Liberal Democrático, antiguo secretario de Belisario Porras y presidente de la Asamblea Nacional.
En las elecciones de 1948, Domingo Díaz Arosemena llega a la presidencia a través de una coalición de todas los partidos liberales existentes, incluyendo los chiaristas, Liberal Democrático, Liberal Doctrinario, Liberal Unido y Liberal Renovador. Díaz Arosemena venció ajustadamente a Arnulfo Arias, pero falleció en 1949 y derivó en que Arias llegase al poder por segunda vez.
En 1952, el Partido Liberal respaldó a José Antonio Remón Cantera como candidato de la Coalición Patriótica Nacional (CPN), mientras que los chiaristas aglutinados en el Partido Liberal Nacional (PLN) respaldaron a Roberto F. Chiari, resultando en la victoria de Remón Cantera. Con la llegada de Remón, el CPN se consolidó y el Partido Liberal quedó diluido en él, y con las reformas electorales apenas el PLN pudo sobrevivir. Tras el asesinato de Remón y las elecciones de 1956, las facciones liberales quedaron en segundo plano.
No obstante, en las elecciones de 1960, el CPN comienza a desmoronarse y surgieron nuevos partidos entre ellos el Movimiento de Liberación Nacional (1959), de tendencia liberal. Mientras que del PLN surgió el Partido Resistencia Civil Liberal en 1959. El PLN creó una alianza opositora al CPN y Roberto F. Chiari, de tendencia liberal, fue elegido presidente. Nuevamente el PLN, de la mano de Marco Aurelio Robles, armó una alianza con fuerzas republicanas y nacionalistas y venció en las elecciones presidenciales de 1964 de manera ajustada ante Arnulfo Arias.
En las elecciones de 1968, las diferentes fuerzas liberales aglutinadas en el PLN son derrotadas por Arnulfo Arias, pero el golpe de Estado de octubre hizo que los partidos políticos fuesen prohibidos, incluyendo los liberales.

## Durante el régimen militar
No fue hasta 1978 cuando se permitió la formación de partidos políticos, y es donde se refundó el Partido Liberal por parte de Roderick Esquivel y David Samudio Ávila. En 1981 se fundó el Movimiento Liberal Republicano Nacionalista (Molirena), producto de una amalgama de miembros del antiguo CPN, MLN, Tercer Partido Nacionalista y facciones disidentes del PLN y del Partido Republicano. En las elecciones de 1984, el Partido Liberal apoyó en la alianza de Nicolás Ardito Barletta, candidato del régimen militar y del Partido Revolucionario Democrático (PRD), mientras que el Molirena apoyó al opositor Arnulfo Arias. Barletta fue elegido con un resultado cuestionable, y el apoyo del Partido Liberal fue menor, con 28 568 votos y un diputado electo para la Asamblea Legislativa.
En las elecciones de 1989, el Partido Liberal nuevamente formó parte de la coalición del régimen militar, apoyando a Carlos Duque. No obstante, una facción disidente fundó el Partido Liberal Auténtico (PLA), con Arnulfo Escalona y Joaquín Fernando Franco, y se unió con el Molirena como parte de la alianza opositora que ganó las elecciones. En esa ocasión, el PLA logró captar casi 70 mil votos y 9 diputados para la Asamblea, mientras que el Partido Liberal dirigido ahora por Aquilino Boyd, logró 12 700 votos y ningún escaño. No obstante, los resultados fueron anulados por los militares y desencadenó la invasión de Estados Unidos a Panamá en diciembre. Tras la restauración de la democracia, se realizaron elecciones parciales en 1991, para completar nueve escaños que estaban bajo impugnación, de los cuales el Partido Liberal, aún afín al PRD, logra obtener un diputado.

## Restauración de la democracia
En las elecciones de 1994, el Partido Liberal hizo alianza con su antiguo adversario, el Partido Panameñista y con el PLA, mientras que surgió un nuevo partido liberal llamado Partido Liberal Republicano (PLR), que apoyó a Ernesto Pérez Balladares del PRD, y el Molirena apoyó a Rubén Darío Carles como candidato. Pérez Balladares ganó las elecciones en donde el PLR aportó unos 12 166 votos y 2 diputados, mientras que el Partido Liberal y el PLA, aportaron dos diputados cada uno.
Durante las elecciones de 1999, el Partido Liberal se une a la facción disidente del panameñismo liderado por Alberto Vallarino, mientras que el Molirena apoyó a Mireya Moscoso y el Partido Liberal Nacional (de Raúl Arango Gasteazoro) a Martín Torrijos. El Partido Liberal sufre una derrota al no obtener escaños en la Asamblea y desaparece, mientras que el PLN y el Molirena obtuvieron tres cada uno.
En las elecciones de 2004, los dos únicos partidos liberales fueron el PLN y el Molirena, quienes se unieron en alianza con el Partido Panameñista, pero los resultados fueron adversos y apenas lograron siete diputados en conjunto. En 2006, el PLN se fusionó con el Partido Solidaridad para formar Unión Patriótica.
Hacia las elecciones de 2009, surgió un nuevo Partido Liberal bajo la presidencia de Joaquín Franco III, y se mantuvo como partido satélite del PRD, apoyando a su candidata Balbina Herrera. No obstante, el partido obtuvo menos de 8 mil votos y el Tribunal Electoral ordenó su disolución.
Desde 2009, el único partido del país que mantiene la denominación "liberal" en su nombre es el Molirena.

## Resultados electorales
|  | 05.91 % |

|  | 02.91 % |

|  | 03.38 % |

|  | 5.24 % |

|  | 0 % |